# Varma Kalai
Varma Kalai (tamil: வர்மக்கலை, telugu: మర్మయుద్దకళ) er en kampkunst og esoterisk helbredelseskunst, der stammer fra Tamil Nadu i Sydindien. Varma Kalai kan oversættes som "De vitale punkters kunst". Varma Kalai har rødder 5000 år tilbage ligesom Kalarippayattu.[kilde mangler]

## System
Varma Kalai betyder "De vitale punkters kunst" og indeholder blandt andet kampteknikker. Det er en del af traditionel massage, medicin og kampkunst, hvori kroppens trykpunkter (Varma eller Marma) er manipuleret til at helbrede eller forårsage skade. Det helbredende program kaldet vaidhiya Murai anvendes til behandling af patienter, som lider af lammelse, nervesygdom, spondylitis og andre forhold. Dens bekæmpe ansøgning er kendt som Varma adi eller Marma adi, der betyder "pres punkt slående." Normalt undervises som en avanceret aspekt af ubevæbnede indiske kampsystemer, der strejker målrettet de nerver, vener, sener, organer og knogleled.

### Våben
I Varma Kalai anvendes våbenløs kamp såvel som våben. Varma Kalai inkluderer følgende våben:
- Kali – stok
- Latti – horn
- Val – sabel
- Kuttaval – daggert
- Kutta Katai – knojern
- Surul Pattai – speciel pisk

Der anvendes også trefork og skjold i forskellige kombinationer.